# Солунска българска семинария
Солунската българска католическа семинария или гимназия (на френски: Séminaire catholique bulgare), наричана Зейтинлъка, е българско униатско учебно заведение, съществувало в град Солун 28 години - от 1886 до 1914 година. Заедно с гимназията на отците възкресенци в Одрин, Зейтинлъкът е едно от двете водещи български католически учебни заведения в Османската империя.

## История

### Първото училище
В 1851 година на ордена на лазаристите е поверена Солунската мисия. Целта на лазаристката мисия е да разпространява униатството сред българите в Солунско и Кукушко. В 1863 година отец Жан Тюрок, лазаристки енорийски свещеник в Солун, пише до Конгрегацията за разпространение на вярата:
| „ | През месец август 1858 год. българи от Кукуш дойдоха да ме молят да изпратя на Н. В. Пр. Брюнони, папски представител в Цариград, един адрес с молба Н. В. Пр. да го предаде на Светия отец папата. Това бе първата официална постъпка за унията с Рим... Молбата беше облечена със 79 подписа, от които 4 на свещеници. Първите българи, които бяха пожелали унията ни отправиха следните думи: „Колкото за напредъка на унията, не разчитайте никак на нас, които сме много стари, за да я осъществим; ние можем да дадем един тласък, но вие трябва да съсредоточите вашите очи най-вече върху нашите деца; ние искаме да ви ги поверим; образовайте ги така, че да могат да служат за здрава опора на тая нова сграда.“ При наличността на подобни разположение ние решихме да открием у нас едно училище за български деца, тъй като не ни беше възможно да се настаним в селата. | “ |

Първото училище е открито още в 1859 година, като отец Тюрок моли за финансова помощ, тъй като издръжката на всяко дете струва 300 франка годишно, което означава, че учениците са били на пансион. Заедно с преподаването на български език в училището се преподава и френски.
Сведения за това училище има в писмата на отец Тюрок: на 2 юни 1861 година той пише на главата на лазаристите Жан-Батист Етиен, че „е приел в откритото училище при католическата енория в Солун дванадесетина български деца“; на 20 май 1863 година Тюрок докладва, че е наел български учител за преподаване на български език, на когото плаща лично.
В 1861 година в околностите на Солун до парка Зейтинлъка започва да се строи Домът на сестрите викентинки - женското разклонение на лазаристите, който е завършен в 1862 година. В 1864 година отец Жан Тюрок премества българското училище в Дома на викентинките. в която заедно с другите католици учат и децата на българите униати. В 1867 година главата на Солунската лазаристка мисия отец Аугусто Бонети пише: „В 1864 год. преместихме на полето, в Зейтинлъка, това българско училище, което почваше вече да дава някои плодове.“

### Семинарията
С течение на времето броят на учениците се увеличава и се появява нуждата от специална сграда. Лазаристите имат планове за изграждане на сграда с три крила – за гимназия, семинария и професионално училище, но с учредяването на Българската екзархия в 1871 година, униатското движение запада, а основаната в 1880 година Солунската българска екзархийска гимназия „Св. св. Кирил и Методий“ започва да задоволява и нуждата от училищни кадри и така лазаристкото училище се ограничава само за нуждите на униатите.
Строежът на новата сграда до Дома на викентинките започва в 1883 година под ръководството на отец Бонети и завършва в 1885 година, като от трите крила се построяват само две. Красивата, масивна, триетажна сграда има всичко необходимо за модерно учебно заведение с пансион и е обградена с градини.
В учебната 1886 – 1887 година в новопостроената сграда, така наречения днес Лазаристки манастир, е основана българската католическа семинария, която да привлича деца от униатски семейства от Южна Македония. За да се отклонят подозренията на османските власти, училището не е наименувано „гимназия“, а „Българска католическа семинария при Зейтинлъка“. Гимназията има два отдела - просветен и занаятчийски (реален и професионален). Учебната програма на първия отдел, който осигурява богословско и средно образование е заимствана от тази на Солунската българска екзархийска гимназия, като учебниците също са еднакви. В другия отдел се изучават практически занаяти. В първата учебна година семинарията има 57 ученици, а професионалното училище - 11. Първоначалният език на обучението е българският, а по-късно е заменен от френския, като български продължава да се изучава.
Училището е открито с 8 души учители – четирима французи, двама италианци, един българин и един поляк. За целия период на съществуването на лазаристкото училище в него преподават 56 учители – 22 българи, 18 французи, 4 италианци, 5 поляци, 3 белгийци, 1 персиец, 1 австриец, 1 ирландец и 1 малтиец. С най-продължителен стаж и големи заслуги за развитието на училището е последният му директор Емил Казо, заемал този пост от 1898 до 1914 г. Учениците са предимно от бедни и средноимотни семейства, предимно униатски. Техният брой е 70 – 75 в първите години, като по-късно спада на 50 – 60 на учебна година, като всички са настанени на пълен пансион.
След Балканските войни Солун попада в Гърция и българското учебно дело в града – както православно, така и католическо, е унищожено. През есента на 1913 година семинарията отваря врати за последен път с 32 български и 10 гръцки ученици – католици от Сирос. След края на тази учебна година, през пролетта на 1914 година гимназията е закрита.
Българите католици имат още 2 прогимназии, девическо и земеделско училище и 21 основни училища.

### Директори, учители и ученици
| Директори            | Директори        | Директори   |
| Име                  | Име              | Години      |
| -------------------- | ---------------- | ----------- |
| 1. Луи Дроакур       | Louis Droitcourt | 1886 – 1888 |
| 2. Феликс Горлен     | Félix Gorlin     | 1889 – 1892 |
| 3. Казимир Юпер      | Casimir Hypert   | 1893 – 1894 |
| 4. Бартелеми Бланкар | Blancard         | 1895 – 1896 |
| 5. Антонио Дестино   | Antoine Destino  | 1896 – 1897 |
| 6. Емил Казо         | Emile Cazot      | 1898 – 1914 |

| Учители чужденци, свещеници | Учители чужденци, свещеници | Учители чужденци, свещеници | Учители чужденци, свещеници |
| Име                         | Име                         | Националност                | Години                      |
| --------------------------- | --------------------------- | --------------------------- | --------------------------- |
| 1. Гюстав Мишел             | Gustave Michel              | французин                   | 20                          |
| 2. Емил Казо                | Emile Cazot                 | французин                   | 17                          |
| 3. Адриан Белиер            | Adrien Bélières             | французин                   | 15                          |
| 4. Оноре Маж                | Honoré Mages                | французин                   | 12                          |
| 5. Гийом Делтей             | Guillaume Delteil           | французин                   | 12                          |
| 6. Жул Левек                | Jules Levecque              | французин                   | 11                          |
| 7. Проспер Морел            | Prosper Maurel              | французин                   | 10                          |
| 8. Феликс Горлен            | Félix Gorlin                | французин                   | 8                           |
| 9. Анри Моранж              | Henri Morange               | французин                   | 8                           |
| 10. Луи Дроакур             | Louis Droitcourt            | французин                   | 3                           |
| 11. Луи Гоаден              | Louis Goidin                | французин                   | 3                           |
| 12. Денан                   | Denan                       | французин                   | 3                           |
| 13. Амон                    | Hamon                       | французин                   | 2                           |
| 14. Казимир Юпер            | Casimir Hypert              | французин                   | 1                           |
| 15. Бартелеми Бланкар       | Blancard                    | французин                   | 1                           |
| 16. Бенямин Верво           | Benjamin Vervault           | французин                   | 1                           |
| 17. Вале                    | Valèe                       | французин                   | 1                           |
| 18. Анри Мартен             | Henri Martin                | французин                   | 1                           |
| 19. Андре Жирар             | André Girard                | французин                   | 1                           |
| 20. Лукравски               | Lukrawsky                   | поляк                       | 9                           |
| 21. Чихи                    | Cichi                       | поляк                       | 6                           |
| 22. Мучиелак                | Mucielak                    | поляк                       | 6                           |
| 23. Адолф Погорелец         | Adolphe Pogorelec           | поляк                       | 3                           |
| 24. Зая                     | Zaya                        | поляк                       | 2                           |
| 25. Йосиф Алоати            | Joseph Alloatti             | италианец                   | 28                          |
| 26. Доменико Пиаченти       | Domenico Piacenti           | италианец                   | 4                           |
| 27. Мареска                 | Maresca                     | италианец                   | 4                           |
| 28. Антонио Дестино         | Antoine Destino             | италианец                   | 2                           |
| 29. Ван дер Йонкейд         | van der Yonckeyd            | белгиец                     | 3                           |
| 30. Анрот                   | Henrotte                    | белгиец                     | 1                           |
| 31. Вершооре                | Verschoore                  | белгиец                     | 1                           |
| 32. Динка                   | Dinka                       | персиец                     | 5                           |
| 33. Луциан Прой             | Lucien Proy                 | австриец                    | 18                          |
| 34. Луи Салиба              | Louis Saliba                | малтиец                     | 2                           |
| 35. Бари                    | Barry                       | ирландец                    | 1                           |

| Учители българи        | Учители българи  |
| Име                    | Свещеник/мирянин |
| ---------------------- | ---------------- |
| 1. Петър Попгеоргиев   | свещеник         |
| 2. Христо Данов        | свещеник         |
| 3. Димитър Абаджиев    | свещеник         |
| 4. Димитър Капсаров    | свещеник         |
| 5. Иван Николов        | свещеник         |
| 6. Роберт Фитюв        | свещеник         |
| 7. Диониси Костадинчев | мирянин          |
| 8. Димитър Франгов     | мирянин          |
| 9. Камче Кафадаров     | мирянин          |
| 10. Христо Карпузов    | мирянин          |
| 11. Васил Попдучев     | мирянин          |
| 12. Димитър Тъпков     | мирянин          |
| 13. Петър Гелев        | мирянин          |
| 14. Трайко Пелтеков    | мирянин          |
| 15. Илия Узунов        | мирянин          |
| 16. Иван Манолев       | мирянин          |
| 17. Никола Христов     | мирянин          |
| 18. Никола Киров       | мирянин          |
| 19. Димитър Хаджидинев | мирянин          |
| 20. Димитър Кафадаров  | мирянин          |
| 21. Михаил Стамов      | мирянин          |

| По-известни ученици | По-известни ученици |
| Име                 |                     |
| ------------------- | ------------------- |
| 1. Аргир Манасиев   | революционер        |
| 2. Евстатий Шкорнов | революционер        |
| 3. Димитър Кирлиев  | революционер        |
| 4. Димитър Лешников | революционер        |
| 5. Иван Николов     | духовник            |
| 6. Йероним Стамов   | духовник            |
| 7. Костадин Кирлиев | революционер        |
| 8. Лазар Младенов   | духовник            |
| 9. Никола Алексиев  | общественик         |
| 10. Никола Гърков   | революционер        |
| 11. Стефан Мандалов | революционер        |